# ライトニング リターンズ ファイナルファンタジーXIII
『ライトニング リターンズ ファイナルファンタジーXIII』（ライトニング リターンズ ファイナルファンタジーサーティーン、LIGHTNING RETURNS: FINAL FANTASY XIII、略称: LRFFXIII、LRFF13）は、スクウェア・エニックスから2013年11月21日に発売されたコンピュータRPG。PlayStation 3（PS3）とXbox 360のマルチプラットフォームとして発売され、後にPC版が追加された。

## 概要
『ファイナルファンタジーXIII』（以下、『FF13』）と『ファイナルファンタジーXIII-2』（以下、『FF13-2』）の続編であり、『FF13』から続く「ライトニングサーガ」の最終章となる。「ファブラ ノヴァ クリスタリス ファイナルファンタジー」を通してコンセプトの温故知新が行われ、特にバトルシステムと音楽は高く評価された。
本作のタイトルが『ファイナルファンタジーXIII-3』ではないのは、「“新しいゲーム体験”ができるということを、わかり易く表明するため」「ライトニングの物語が完結することを強調するため」としている。
本作の舞台となる世界「ノウス＝パルトゥス」は前作『FF13-2』ラストの混沌（カオス）の侵食が起きてから数百年後の「グラン＝パルス」であり、混沌の影響で人々は年を取らず老衰死も起こさなくなっている。また、世界そのものの終末が間近（最大に引き伸ばして13日後）に迫っている。ライトニングの目的は人々を救うことであるものの、世界の終末は回避できず、人々の悩みや不安を取り除くことにより魂を安らかにさせ、新しく造られる次の世界「地球」に生まれ変わらせることにより「人々の心を救済する（魂を解放する）」ことがライトニングの役目となる。また、本作では敵を倒すことによるレベル上げやクリスタリウムのような要素はなく、クエストをクリアすることによって戦闘能力が向上する。さらに、今作もダウンロードコンテンツが用意されている。
前々作『FF13』が初週150万本、前作『FF13-2』が53.4万本（PS3版52.4万本・360版1.0万本）、今作『LRFF13』が28.1万本（PS3版27.7万本・360版0.4万本）だった（いずれもメディアクリエイトによる統計）。
「ライトニングサーガ」の全世界出荷については合計1100万本を超えたことがスクウェア・エニックスから明らかにされた。また、ファミ通で公式後日談小説が発表され、ホープとライトニングのファンに加えて様々なプレイヤーが楽しめる内容となった。さらに、ゆうばり国際ファンタスティック映画祭でVFX-JAPANアワード2015が発表され、ゲーム映像部門の最優秀賞に選出された。
e-STORE専売で、PS3版特別ピクチャーレーベルゲームソフト3種(「FF13」、「FF13-2」、「LRFF13」)セットと各種特典付き『Lightning FINAL FANTASY XIII -LIGHTNING ULTIMATE BOX-』が本編と同日発売された。
PC版はSteamから配信開始された。

## システム

### 難易度の選択
本作の開始時には「イージーモード」と「ノーマルモード」が選択可能である（途中で変更不可）。モードの選択によって、バトルから逃走（エスケープ）した際の時間経過ペナルティの有無や通常移動時（フィールド）における体力回復の有無、敵の強さ、GPの消費量などに違いがあり、クリアすると「ハードモード」が追加される。

### ウェアとデコレーション
本作では前作までのオプティマチェンジとパラダイムシフトに代わるもので、「ウェア（衣装）」が採用されている。本作のバトルはライトニングのみを操作するため、様々なタイプのウェア（3種類セット可能）を素早く切り替えることで敵の攻撃や弱点などに対処することとなる。なお、ウェアは全部で80種類以上存在し、切り替えることでバトル時におけるグラフィックなども実際に変化する。また、戦闘能力とは無関係であるものの、ウェアは好みのカラーに変更可能で、さらに「デコレーション」により装飾することもできる。

### GP（グローリーポイント）
GPを消費することで様々な「GPアビリティ」を使用できる。バトル内でのGPアビリティには体力（HP）を回復できる「ケアルガ」や特技技の「オーバークロック」、バトルから逃走できる「エスケープ」などがある。一方、通常移動時のGPアビリティには特定の場所へ瞬時に移動できる「テレポ」や時の流れを少しだけ止めることができる「クロノスタシス」などがある。なお、GPはバトルで勝利したりクエストをクリアすること、あるいは一日が終わって箱舟に帰還することで回復可能である。

### 様々なクエスト
本作では各大陸における「メインクエスト」のほかに、「サイドクエスト」や「祈りのキャンバス」の依頼（クエスト）を解いていくこととなる。クエストをクリアすることにより人々の魂を解放（救済）することが可能で、これにより戦闘能力の向上（バトルで敵を倒すことによる戦闘能力の変化は存在しない）や世界の余命とも深く関わってくる。なお、サイドクエストの中には時間制限があるものや時間帯によって受けられないもの、あるクエストをクリアすると受けられないものなどもある。

### ラストワン
モンスター（魔物）をある一定数倒す（各モンスターにより数が決まっている）ことで最後の一体となる「ラストワン」が出現する。ラストワンは通常のモンスターより強く、倒すと特別なアイテムを獲得することもできる。また、ラストワンを倒すことでそのモンスターは「絶滅」となり、以降の通常移動時に出現しなくなる。

### 世界の余命と時間帯による変化
本作では終末が迫っており、プレイヤーは限られた時間の中で目的を果たしていくこととなる。なお、世界の余命は人々の魂を解放することで生じる輝力により、箱舟に帰還した際に増やすことが可能である（世界の余命は結果として、最大13日まで引き伸ばすことが可能）。一方、世界の時も常に変化しており、時間帯によって行動範囲やクエストの発生、出現モンスターなどが異なる。

### 周回プレイ
世界の余命が尽きてしまった場合や本作をクリアした場合に、ライトニングの戦闘能力やウェア・武器・防具などの装具品（一部除く）、アイテム（だいじなものを除く）、バトルスコアなどを引き継いで周回プレイ（強くてニューゲーム）をすることが可能である（クエストの達成状況、魔物の生息状況などは引き継がれない）。最終ボスとの戦闘からエスケープした場合にも、ルクセリオ大聖堂に贖罪のクリスタルが出現してそこから周回プレイをすることが可能となる。
また、クリア後には「ハードモード」の解禁や武器・防具の改造などが可能となる。

## 登場人物
FF13シリーズの完結編となる本作では、『FFXIII』や『FFXIII-2』のキャラクターが数多く登場する。
ライトニング（Lightning） / エクレール・ファロン（Éclair Farron）
声 - 坂本真綾
本作の主人公。本名は「エクレール・ファロン」。妹のセラを蘇らせたいという想いで神・ブーニベルゼと契約し、“解放者”として滅び行く世界から人々の魂を解放する役目を背負う。
ルミナ（Lumina）
声 - 伊藤かな恵
行く先々で登場し、気まぐれな言動でライトニングを翻弄する。容姿は妹のセラと似ている。
ホープ・エストハイム（Hope Estheim）
声 - 梶裕貴
「箱舟」という時間が経過しない特殊な空間におり、ライトニングを見守っている。また、容姿は『FFXIII』の頃のような子供の姿に戻っている。様々な形でライトニングをサポートしてくれる。
スノウ・ヴィリアース（Snow Villiers）
声 - 小野大輔
享楽の都市「ユスナーン」で太守を務めており、解放者のライトニングと対峙する。
セラ・ファロン（Serah Farron）
声 - 寿美菜子
ライトニングの妹。前作で死亡したが、とある場所にて甦ることになる。
ノエル・クライス（Noel Kreiss）
声 - 岸尾だいすけ
とある街の裏社会に棲息している。歴史を変えると称して、ライトニングに敵対する。
ヲルバ＝ダイア・ヴァニラ（Oerba Dia Vanille）
声 - 福井裕佳梨
クリスタルの封印から解放され、今はとある教団の聖女を務めている。死者の魂を救うために日々祈りを捧げている。
ヲルバ＝ユン・ファング（Oerba Yun Fang）
声 - 安藤麻吹
ヴァニラと共にクリスタルの封印から解放されたが、ヴァニラとは別行動を取っている。
サッズ・カッツロイ（Sazh Katzroy）
声 - 江原正士
とある辺境の地で世捨て人のような暮らしをしている。
パドラ＝ヌス・ユール（Paddra Nsu-Yeul）
声 - 伊瀬茉莉也
未来を予知できる巫女。重要な局面で現れライトニングを導く。
カイアス・バラッド（Caius Ballad）
声 - 白熊寛嗣
とある神殿に現れ、ライトニングに敵対する。
モーグリ（Moogle）
声 - 諸星すみれ
セラを救えなかったことを後悔している。

## 作品世界

### ノウス＝パルトゥス
混沌（カオス）の海に浮かび、滅びへと向かう本作の世界。文化背景の異なる4つの大陸から構成され、各大陸はモノレールにより接続されている。ライトニングは4つの大陸を移動しながら解放者としての役目を果たしていく。

#### 第1の大陸「ルクセリオ」
第1の大陸にある“光都ルクセリオ”は神・ブーニベルゼを崇める宗教都市で、ゴシックやメタリックを基調としながら街にはアートなどが散りばめられている。また、暗黒街というスラムのような街も存在する。“闇の集団”が解放者を狙っている。

#### 第2の大陸「デッド・デューン」
砂漠に覆われた第2の大陸“デッド・デューン”。この地域では財宝を狙ってトレジャーハンターが活動している。また、この地にある遺跡には“聖宝”が眠ると言われている。

#### 第3の大陸「ユスナーン」
第3の大陸にある享楽の都市“ユスナーン”は、終末へ向かう世界の中でも活気と華やかさのある街である。物資が供給され人々は何不自由なく暮らす一方で、貧富の差も生まれている。スノウが太守を務める。

#### 第4の大陸「ウィルダネス」
かつてのグラン＝パルスの名残で、広大な最後の自然に覆われている第4の大陸“ウィルダネス”。この地域の人々は自給自足の生活を営んでいるが、豊かな大自然とは裏腹に混沌の動きも活発である。また、この地では“ヴァルハラの天使”が世界の終焉と共に現れ、選ばれし者を混沌の出ずる処へ導くと言われている。

### 箱舟
“箱舟”（The Ark）は時間が経過しない特殊な空間。毎朝6時になると一日が終わって箱舟に自動で帰還することとなり、そこではホープが迎えてくれる。帰還した際には体力（HP）やGPが完全回復し、「聖樹ユグドラシル」に輝力を捧げることで世界の余命を増やすことができる。また、ホープとの物語に関する様々な会話やGPを消費してアイテムを補給することもできる。

## プロモーション
2012年9月1日に東京の渋谷で行われた「FINAL FANTASY展」においてディレクターの鳥山求からタイトルが正式発表された。本作品のコンセプトワードとして以下の2つが提示された。
ライトニング リターンズ (LIGHTNING RETURNS)
前々作の主人公であるライトニングが再び主人公となり、本作が「ライトニングサーガ」の完結編となる。
ワールド ドリブン (WORLD DRIVEN)
ゲーマーがどのように関わってゆくか決定してゆくことを表す造語。ストーリーを主体とした『FFXIII』のストーリー ドリブン、プレイヤーを主体とした『FFXIII-2』のプレイヤー ドリブンと対比している。さらに、現実世界においてゲーマーがウェブサイトやFacebookを通じて交流することも表している。

## スタッフ
- プロデューサー：北瀬佳範
- ディレクター：鳥山求
- ゲームデザインディレクター：阿部雄仁
- メインプログラマー：浜口直樹
- アートディレクター：上国料勇
- グラフィックス & VFXディレクター：高井慎太郎
- デザイナー：上野功士
- キャラクターデザイン：野村哲也（メインキャラクター、コスチュームデザイン）、板鼻利幸（サブキャラクター、コスチュームデザイン）、泉沢康久
- サウンドコンポーザー：浜渦正志、水田直志、鈴木光人
- リードシナリオライター：渡辺大祐

## 関連商品

### 書籍
- LIGHTNING RETURNS FINAL FANTASY 13 PS3/Xbox 360両対応版 MASTER GUIDE スクウェア・エニックス完全監修 (Vジャンプブックス)
- ライトニング リターンズ ファイナルファンタジーXIII アルティマニア (SE-MOOK)

### CD
- LIGHTNING RETURNS:FINAL FANTASY XIII オリジナル・サウンドトラック
- LIGHTNING RETURNS:FINAL FANTASY XIII オリジナル・サウンドトラック プラス

### フィギュア
- LIGHTNING RETURNS:FINAL FANTASY XIII PLAY ARTS改 ライトニング